# Irene Steer
Irene Steer, née le 10 août 1889 à Cardiff et morte le 18 avril 1977 à Cardiff, est une nageuse britannique.

## Biographie
Irene Steer est championne de natation du Pays de Galles sans interruption de 1907 à 1913, et championne de natation du Royaume-Uni en 1910. 
Aux Jeux olympiques d'été de 1912 à Stockholm, Irene Steer remporte la médaille d'or du relais 4x100 mètres nage libre avec Jennie Fletcher, Isabella Moore et Annie Speirs. Elle est par contre éliminée en séries du 100 mètres nage libre.